# 東予産業創造センター
公益財団法人えひめ東予産業創造センター（こうえきざいだんほうじんえひめとうよさんぎょうそうぞうセンター）は、愛媛県東予地方において中小企業者の高度化を推進し、商品開発や販路開拓などの支援を行う公益法人。

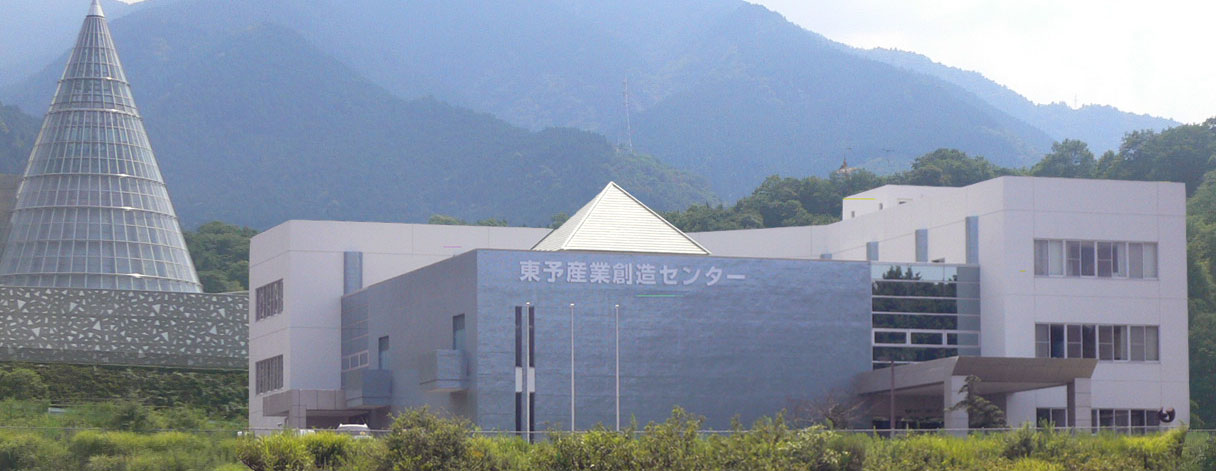
東予産業創造センター

## 概要
- 名　称 公益財団法人えひめ東予産業創造センター
- 所在地 愛媛県新居浜市大生院2151-10（愛媛県総合科学博物館すぐ西隣）
- 理事長 [石川勝行]（新居浜市長）
- 概要
  1. インキュベートルーム（研究開発室12室）がある（ミーティングルーム、シャワー室、仮眠室あり）。
  2. 専門家（電気・機械・知財など）による指導・助言を行っている。
  3. 人的資源、技術、商品、国県市などの施策情報などの紹介を行っている。
  4. 人材研修（パソコン、管理職向け、プラントメンテナンス技術者など）を行っている。
  5. 商品開発や販路開拓の支援を行っている
- 交通

西条IC入口交差点より約3km
JR予讃線新居浜駅より車で約20分
JR予讃線伊予西条駅より車で約15分

## 沿革
- 平成 2年 9月 財団法人東予産業創造センター設立
- 平成 3年 9月 東予産業創造センターオープン
- 平成14年 6月 寄付行為変更により活動圏域を愛媛県東予地域に拡大
- 平成25年 4月 公益財団法人に移行、えひめ東予産業創造センターに名称変更